# Xoxocotla, Morelos
Xoxocotla är en ort i Mexiko.   Den ligger i kommunen Puente de Ixtla och delstaten Morelos, i den sydöstra delen av landet, 80 km söder om huvudstaden Mexico City. Xoxocotla ligger 1 032 meter över havet och antalet invånare är 19 790.
Terrängen runt Xoxocotla är platt västerut, men österut är den kuperad. Terrängen runt Xoxocotla sluttar söderut. Runt Xoxocotla är det tätbefolkat, med 591 invånare per kvadratkilometer. Närmaste större samhälle är Temixco, 18,7 km norr om Xoxocotla. Omgivningarna runt Xoxocotla är en mosaik av jordbruksmark och naturlig växtlighet.